# Meester van Evert Zoudenbalch

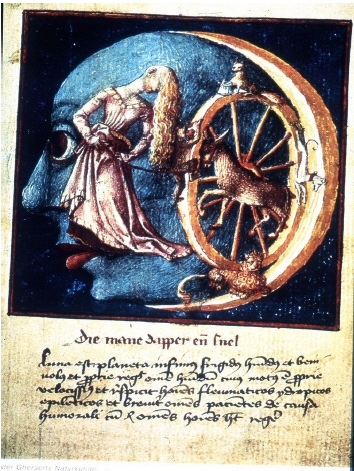
Miniatuur met bijschrift Die mane dapper ende snel uit Natuurkunde van het Geheelal, vervaardigd door de Meester van Evert Zoudenbalch. Naast de uitbeelding van de Maan is Fortuna weergegeven en de door een ezel aangedreven rota Fortunae met een vos, hond, leeuw en een aap erin.
(Wolfenbüttel, Herzog August Bibliothek, Cod. Guelf. 18.2. Aug. Qu, f. 123r.)

Meester van Evert Zoudenbalch was een anoniem gebleven laatmiddeleeuwse kunstenaar. Halverwege de 15e eeuw was hij tezamen met de Meester van Gijsbrecht van Brederode de belangrijkste verluchter in de stad Utrecht.

## Oeuvre
Tussen 1460 en 1470 werd voor de voorname Evert Zoudenbalch (1424-1503) te Utrecht een historie-bijbel vervaardigd. De belangrijkste verluchter van het eerste deel van deze bijbel was deze kunstenaar; zijn noodnaam is hieraan ontleend. Totaal werkten zes miniaturisten aan dit werk waaronder de Meester van Gijsbrecht van Brederode en de Meester van de Vederwolken. 
Getijdenboeken waaraan de Meester van Evert Zoudenbalch meewerkte zijn onder meer dat voor Jan van Amerongen (1460 in Brussel), voor Gijsbrecht van Brederode (circa 1465-1470) en samen met de Meester van Gijsbrecht van Brederode dat voor Yolanda de Lalaing.
Tussen 1465 en 1470 werden door hem de meeste miniaturen in Natuurkunde van het Geheelal gemaakt. 
Vermoed wordt dat de kunstenaar zich ook bezighield met triptieken en de vervaardiging van een fresco in de Utrechtse Buurkerk.
De kunstenaar wordt een hoge mate van originaliteit toegedicht met zorgvuldig uitgevoerde weergaves van landschappen en interieurs. Jan van Eyck beïnvloedde de kunstenaar.